# Lista de prefeitos de Itaquaquecetuba
Esta é a lista de prefeitos e vice-prefeitos do município de Itaquaquecetuba, estado brasileiro de São Paulo.
O cargo de prefeito foi criado em 11 de abril de 1835, pela assembleia provincial paulista, em reação aos amplos poderes conferidos pelo Código de Processo Criminal de 1832 às câmaras municipais. Seguiram o exemplo paulista seis províncias do nordeste brasileiro (Alagoas, Ceará, Maranhão, Paraíba, Pernambuco e Sergipe).
Sob a vigente ordem constitucional, essa designação é dada ao funcionário público do Poder Executivo municipal, que exerce seu cargo em função de uma legislatura (mandato), sendo para tanto eleito a cada quatro anos, podendo ser reeleito por mais 4 anos (segundo mandato).
Funções
O poder executivo municipal chefia a administração e comanda os serviços públicos, tendo como comandante o prefeito.
A partir da constituição brasileira de 1934, o cargo de prefeito passou a ser o único, em todo o Brasil, ao qual estão atribuídas as funções de chefe do poder executivo do governo local, em simetria aos chefes dos executivos da União e do estado, portanto, em forma monocrática. Este texto quer dizer que deverá haver harmonia e integração de ação entre as esferas envolvidas sem a intervenção de uma na outra, exceto nos casos previstos na Constituição Federal.
Eleições
O prefeito é eleito por sufrágio universal, secreto, direto, em pleito simultâneo em todo o País, realizado a cada quatro anos, no primeiro domingo de outubro.
E trinta dias após tem lugar o segundo turno, se o eleito em primeiro lugar não atingir 50% dos votos válidos mais um voto, no caso de municípios com mais de duzentos mil eleitores.
Conforme a legislação eleitoral atual no Brasil para tornar-se elegível, exige-se uma série de requisitos;
- Possuir nacionalidade brasileira ou portuguesa (neste caso, o cidadão português deve se encontrar amparado pelo Estatuto de Igualdade entre Portugueses e Brasileiros),
- Título de eleitor em dia e estar em gozo pleno do exercício dos direitos políticos,
- Domicilio eleitoral na circunscrição na qual o candidato se apresenta,
- Filiação partidária,
- Ser alfabetizado (tópico invalidado pela atual constituição brasileira de 1988),
- Desincompatibilização de cargo público — Se ocupa um cargo público deve sair seis meses antes das eleições e voltar caso possa só após seis meses ao pleito eleitoral,
- Renúncia de outro mandado até seis meses antes do pleito e não ser parente afim ou consangüíneo, até segundo grau, ou cônjuge de titular de cargo eletivo; pode, entretanto, ser candidato à reeleição (artigo 14 da Constituição),
- Ter idade mínima de 21 anos.

## Lista de prefeitos e vice (1955—atualidade)
| Nº | Nome                                             | Partido    | Vice-prefeito                                   | Início do mandato       | Fim do mandato         | Observações                                           |
| 1  | Eugênio Victório Deliberato                      | PTB        | Benedito José de Moraes                         | 1º de janeiro de 1955   | 31 de dezembro de 1958 | Prefeito e vice eleitos em sufrágio universal         |
| 2  | Domingos Milano                                  | PTN        | William Gebrim Júnior                           | 1º de janeiro de 1959   | 31 de dezembro de 1962 | Prefeito eleito por sufrágio universal                |
| 3  | Eugênio Victório Deliberato                      | PDC        | Alexandre Peloso Braga                          | 1º de janeiro de 1963   | 31 de dezembro de 1966 | Prefeito eleito por sufrágio universal                |
| 4  | Gentil de Moraes Passos                          | ARENA      | Eudes Arantes Magalhães                         | 1º de janeiro de 1967   | 31 de dezembro de 1969 | Prefeito eleito por sufrágio universal                |
| 5  | Benedito Rizzo                                   | ARENA      | Fiore Spinelli                                  | 1º de janeiro de 1970   | 31 de janeiro de 1973  | Prefeito e vice eleitos em sufrágio universal         |
| 6  | Pedro da Cunha Albuquerque Lopes                 | ARENA      | Guilherme Maluf Curi                            | 1º de fevereiro de 1973 | 31 de janeiro de 1977  | Prefeito eleito por sufrágio universal                |
| 7  | Benedito Barbosa de Moraes                       | MDB        | Rafael Machado Ferreira                         | 1º de fevereiro de 1977 | 31 de janeiro de 1983  | Prefeito eleito por sufrágio universal                |
| 8  | Gumercindo Domingos de Lima                      | PMDB       | Juraci Marchione                                | 1º de fevereiro de 1983 | 31 de dezembro de 1988 | Prefeito eleito por sufrágio universal                |
| 9  | Antônio Carlos Mendonça                          | PDS        | Valdir Lopes Ferreira (PDS)                     | 1º de janeiro de 1989   | 2 de abril de 1990     | Prefeito eleito por sufrágio universal                |
| 10 | Valdir Lopes Ferreira                            | PFL        | Cargo vago                                      | 2 de abril de 1990      | 31 de dezembro de 1992 | Assumiu após renúncia do titular                      |
| 11 | Benedito Bonfim Pereira                          | PTB        | Aylan Cesar de Melo                             | 1º de janeiro de 1993   | 31 de dezembro de 1996 | Prefeito eleito por sufrágio universal                |
| 12 | Antônio Carlos Mendonça                          | PTB        | Délio Pereira dos Santos                        | 1º de janeiro de 1997   | 31 de dezembro de 2000 | Prefeito eleito por sufrágio universal                |
| 13 | Mário Luiz Moreno                                | PMDB       | João Carlos de Moraes, João Seleção (PSDB)      | 1º de janeiro de 2001   | 31 de dezembro de 2004 | Prefeito e vice eleitos em sufrágio universal         |
| 14 | Armando Tavares Filho, Armando da Farmácia       | PL / PR    | Ronaldo Vlademir Ferreira (PP)                  | 1º de janeiro de 2005   | 31 de dezembro de 2008 | Prefeito e vice eleitos em sufrágio universal         |
| 14 | Armando Tavares Filho, Armando da Farmácia       | PR         | Adilson Alves Achando, Pastor Adilson (PSDC)    | 1º de janeiro de 2009   | 31 de dezembro de 2012 | Prefeito reeleito e vice eleito em sufrágio universal |
| 15 | Mamoru Nakashima, Dr. Mamoru                     | PTN / PSDB | Ondina da Cruz Lima (PTN)                       | 1º de janeiro de 2013   | 31 de dezembro de 2016 | Prefeito e vice eleitos em sufrágio universal         |
| 15 | Mamoru Nakashima, Dr. Mamoru                     | PSDB       | Mário Lúcio da Silva, Mário Charutinho (PSDB)   | 1º de janeiro de 2017   | 31 de dezembro de 2020 | Prefeito reeleito e vice eleito em sufrágio universal |
| 16 | Eduardo Boigues Queroz, Delegado Eduardo Boigues | PP / PL    | Edvando Ferreira de Jesus, Vando Estouro (PODE) | 1º de janeiro de 2021   | 31 de dezembro de 2024 | Prefeito e vice eleitos em sufrágio universal         |
| 16 | Eduardo Boigues Queroz, Delegado Eduardo Boigues | PL         | Rogerio Pereira Maia Tarento (PSD)              | 1º de janeiro de 2025   | Atual                  | Prefeito reeleito e vice eleito em sufrágio universal |